# Thích Ngộ Tánh
Hòa thượng Thích Ngộ Tánh thế danh là Trịnh Văn Bảo, sinh ngày 12 tháng 8 năm 1940 (tại thôn Mỹ Lợi, xã Ninh Lộc, thị xã Ninh Hòa) là tu sĩ Phật Giáo người Việt Nam.
Khi còn sống, Hòa thượng Thích Ngộ Tánh đảm nhận nhiều chức vụ quan trọng trong Hội đồng trị sự Giáo hội Phật giáo Việt Nam  như: Ủy viên Hội đồng Trị sự Phật Giáo Việt Nam; Ủy viên ban Tăng sự Trung ương Giáo hội Phật Giáo Việt Nam; Trưởng ban Trị sự Giáo hội Phật giáo tỉnh Khánh Hòa; Trưởng ban Tăng sự Giáo hội Phật giáo tỉnh Khánh Hòa; Nguyên Trưởng ban Trị sự Giáo hội Phật giáo thị xã Ninh Hòa. Ngoài ra, ông còn là Nguyên Đại biểu Hội Đồng Nhân Dân thị xã Ninh Hòa; Nguyên Ủy viên Ủy ban mặt trận Tổ Quốc Việt Nam thị xã Ninh Hòa và được biết đến là Trụ trì chùa Tổ Đình Thiên Bửu, Chùa Đức Hòa (thị xã Ninh Hòa) cùng công tác khai sơn nhiều ngôi chùa khác tại địa phương.
Ngày 04 tháng 12 năm 2020, Hòa thượng viên tịch tại chùa Đức Hòa (Số 128 đường Trần Quý Cáp, phường Ninh Hiệp, thị xã Ninh Hòa, tỉnh Khánh Hòa).

## Thân thế
Hòa thượng Thích Ngộ Tánh họ Trịnh, húy Văn Bảo, sinh ngày 12 tháng 8 năm 1940, tại thôn Mỹ Lợi, xã Ninh Lộc, thị xã Ninh Hòa, tỉnh Khánh Hòa. Ông xuất thân trong một gia đình có truyền thống Phật pháp. Thân phụ là cụ ông Trịnh Dục, thân mẫu là cụ bà Huỳnh Thị Hội. Gia đình Hòa thượng có bảy anh em, ông là người con thứ bảy trong gia đình.

## Xuất gia học đạo và thọ giới
Năm 1960, khi vừa tròn 20 tuổi, thân mẫu đưa ông về chùa Chi Hội (nay là chùa Đức Hòa) xin quy y với Hòa thượng Thích Viên Nhơn, được đặt pháp danh là Quảng Thường (广常), nối dòng Lâm Tế đời thứ 45.
Năm 1961, Quảng Thường được Hòa thượng bổn sư đưa ra chùa Báo Ân, phường An Cựu, thành phố Huế, tu học với Hòa thượng Thích Chánh Trí, song song đó học nghi lễ tại chùa Phổ Quang (Bến Ngự).
Năm 1963, do phong trào đàn áp Phật giáo của chính quyền đương thời, Quảng Thường về chùa Từ Đàm (Huế) trú một thời gian đến năm 1964 thì vào tu học ở Phật học viện Phổ Đà (Đà Nẵng) và được Hòa thượng Thích Minh Chiếu nuôi dưỡng.
Đến năm 1969, ông lên tu học tại chùa Hồng Từ, tỉnh Kon Tum, nơi Hòa thượng bổn sư Thích Viên Nhơn trụ trì.
Năm 1970, Quảng Thường được đăng đàn thọ Cụ túc giới tại Đại giới đàn Vĩnh Gia (chùa Pháp Lâm, Tỉnh Hội Phật giáo Đà Nẵng). Cùng năm đó, ông nhập học tại Phật học viện Huệ Nghiêm – Sài Gòn, đến cuối năm chuyển về Phật học viện Hải Đức – Nha Trang học Chuyên khoa Cao đẳng đến năm 1973.

## Thời kỳ hành đạo
Năm 1973, Tỳ kheo Ngộ Tánh tham gia khóa Phú Lâu Na và cùng đoàn hoằng pháp Như Lai Sứ Giả đi thuyết giảng Phật pháp tại các tỉnh Nam kỳ, đồng thời mở lớp huấn luyện Phật giáo ở Gò Công (Tiền Giang).
Cuối năm 1974, Tỳ kheo Ngộ Tánh trở về chùa Chi hội Phật giáo Ninh Hòa (nay là chùa Đức Hòa), thừa tiếp huấn dụ của Hòa thượng bổn sư xây dựng Thiền thất Viên Ngộ (nay là chùa Viên Ngộ), tại thôn Ninh Ích, xã Ninh An, thị xã Ninh Hòa, tỉnh Khánh Hòa. Những thập niên sau đó, ông cùng sự chung sức của hai sư đệ là Tỳ kheo Thích Ngộ Tịnh và Tỳ kheo Thích Ngộ Trí, phát dương Chùa Cốc làm nơi tu học cho chư Tăng thuộc tông môn Viên Ngộ.
Sau năm 1975, Việt Nam lâm vào tình hình khó khăn chung, ông cùng đoàn thể chư Tăng phát rẫy, làm ruộng, lao động để tự túc kinh tế, song song việc hành trì và lập đạo tràng hướng dẫn Phật tử tu tập.
Từ năm 1976, Tỳ kheo Ngộ Tánh được bổ nhiệm làm Phó ban Đại diện kiêm Thư ký Ban Đại diện Phật giáo Ninh Hòa.
Năm 1990, Tỳ kheo Thích Ngộ Tánh trụ trì chùa Chi hội Phật giáo Ninh Hòa. Cũng từ khoảng thời gian này, trong cương vị Chánh Đại diện Phật giáo huyện Ninh Hòa, ông mở nhiều lớp giáo lý Phật học dạy cho cư sĩ tại gia, các lớp bổ túc giáo lý cho Tăng đoàn mùa kiết hạ, đồng thời thúc đẩy tổ chức Gia đình Phật tử sinh hoạt mạnh dần trở lại từ sau chiến tranh.
Năm 2000, theo di nguyện của cố Hòa thượng Thích Hạnh Hải, Giáo hội Phật giáo tỉnh Khánh Hòa đã bổ nhiệm Tỳ kheo Ngộ Tánh giữ chức trụ trì Tổ đình Thiên Bửu. Hai năm sau, ông đã khai giảng khóa đầu tiên lớp Sơ cấp Phật học Ninh Hòa, đặt tại Tổ Đình Thiên Bửu Hạ với mục đích truyền dạy Phật học cơ bản cho tu sĩ xuất gia. Song song đó, Tỳ kheo Thích Ngộ Tánh còn triển khai công tác trùng tu chùa Tổ Đình Thiên Bửu, đến năm 2003 thì hoàn thành.
Năm 2005, Tỳ kheo Thích Ngộ Tánh phát nguyện đại trùng tu chùa Chi Hội, đổi tên thành chùa Đức Hòa; năm 2012, tiếp tục xây dựng Tháp Báo Ân tưởng niệm Bồ tát Thích Quảng Đức; năm 2016, xây thêm giảng đường; đến ngày 06 tháng 5 năm 2018 chính thức hoàn công và khánh tạ lạc thành.
Ngoài ra, ông cũng đã khai sơn những ngôi chùa, tịnh thất khác trong địa bàn thị xã Ninh Hòa, như: chùa Đức Sơn (xã Ninh Sơn), chùa Khánh Sơn (xã Ninh Thượng), Tịnh thất Hương Thủy (xã Ninh Thủy), chùa Mỹ Sơn (xã Ninh Lộc), chùa Hương Sơn (xã Ninh Ích), chùa Tây Thiên (xã Ninh Tây)...
Năm 2006, Tỳ kheo Ngộ Tánh được Giáo hội Phật giáo bổ nhiệm chức vụ Phó Trưởng ban Trị sự GHPGVN tỉnh Khánh Hòa.
Năm 2012, tại Đại hội Đại biểu Phật giáo toàn quốc lần thứ VII, Tỳ kheo Ngộ Tánh được tấn phong lên hàng giáo phẩm Hòa thượng, từ đó được gọi là Hòa thượng Ngộ Tánh.
Tại Đại hội Đại biểu Phật giáo tỉnh Khánh Hòa lần thứ VI (nhiệm kỳ 2017-2022) , Hòa thượng đảm nhiệm chức vụ Trưởng ban Trị sự kiêm Trưởng ban Tăng sự GHPGVN tỉnh Khánh Hòa.

## Đạo nghiệp và công tác đào tạo tu sĩ
Pháp môn được Hòa thượng Thích Ngộ Tánh sử dụng chủ yếu tại địa phương là hành trì Nghi thức lễ sám 108 lạy do Đại lão Hòa thượng Thích Trí Thủ soạn. Ngoài ra, Hòa thượng còn chú tâm đến pháp môn gia trì Hiển Mật (Hiển giáo và Mật giáo) từ cố Hòa thượng Thích Hạnh Hải, trì Ngũ bộ chú và lâm đàn Chẩn tế (hay được biết tới như một cách Cúng cầu siêu) tại các trai đàn.
Trong cương vị lãnh đạo Phật giáo tại địa phương, Hòa thượng Thích Ngộ Tánh công cử và bổ xứ cho gần 100 các chùa, tịnh xá trong huyện Ninh Hòa đều có Tăng Ni về trụ trì. Đồng thời, ông cũng thường xuyên về từng trú xứ tự viện để thăm nom và sách tấn chư Tăng Ni trong công tác phụng sự đạo pháp.
Năm 1990, trường Cơ bản Phật học (sau này là Trung cấp Phật học) Khánh Hòa khai giảng khóa I tại Nha Trang, Hòa thượng Ngộ Tánh đã tham gia Ban giảng huấn, làm Giáo thọ giảng dạy suốt nhiều khóa liên tiếp.
Từ năm 1993, các Đại giới đàn mang tôn hiệu Trí Thủ, Bồ tát Quảng Đức tại địa phương được mở ra cho Tăng Ni, Phật tử, ông đều được mời làm Giáo thọ A-xà-lê. Năm 2019, khi đang trong cương vị Trưởng ban Trị sự GHPGVN tỉnh Khánh Hòa, ông đảm nhiệm chức vụ Trưởng ban kiến đàn Đại giới đàn Bồ-tát Quảng Đức.
Tại các Đại giới đàn mang tên Cam Lộ tổ chức tại chùa Minh Thành (Gia Lai), ông được mời làm Tôn chứng Tăng-già.
Hòa thượng Thích Ngộ Tánh đã nuôi dạy số lượng đệ tử Tỳ kheo, Tỳ kheo ni đến số trên trăm người cùng công tác quy y Tam Bảo tông môn và đệ tử tại gia có đến hàng vạn người.

## Viên tịch
Vào lúc 09 giờ 10 phút (giờ Việt Nam), ngày 04 tháng 12 năm 2020 (tức ngày 20 tháng 10 năm Canh Tý), Hòa thượng Thích Ngộ Tánh viên tịch tại Chùa Đức Hòa (Số 128 đường Trần Quý Cáp, phường Ninh Hiệp, thị xã Ninh Hòa, tỉnh Khánh Hòa), trụ thế 80 năm, hạ lạp 50 năm.
Lễ tang Hòa thượng Ngộ Tánh được tổ chức trong suốt 4 ngày (từ ngày 05 đến ngày 09 tháng 12 năm 2020).
Lễ Tiểu tường Hòa thượng được tổ chức ngày 24 tháng 11 năm 2021 (tức 20 tháng 10 năm Tân Sửu).